# Мар'янівська сільська рада (Тернопільський район)
Мар'я́нівська сільська́ ра́да — адміністративно-територіальна одиниця та орган місцевого самоврядування в Тернопільському районі Тернопільської області. Адміністративний центр — село Мар'янівка.

## Загальні відомості
- Населення ради: 556 осіб (станом на 2001 рік)

## Населені пункти
Сільській раді підпорядковані населені пункти:
- с. Мар'янівка

## Населення
За переписом населення України 2001 року в сільській раді мешкали 552 особи. 100 % населення вказало своєю рідною мовою українську мову.

## Склад ради
Рада складалася з 15 депутатів та голови.
- Голова ради: Прейзнер Степан Мирославович
- Секретар ради: Васильцьо Володимир Ярославович

### Керівний склад попередніх скликань
| Прізвище, ім'я, по батькові  | Основні відомості                                                               | Дата обрання | Дата звільнення |
| ---------------------------- | ------------------------------------------------------------------------------- | ------------ | --------------- |
| Яремцьо Зеновій Дмитрович    | Сільський голова, 1962 року народження, безпартійний                            | 26.03.2006   | 31.10.2010      |
| Яремцьо Зеновій Васильович   | Сільський голова, 1962 року народження, освіта середня спеціальна, безпартійний | 31.10.2010   | 09.06.2013      |
| Прейзнер Степан Мирославович | Сільський голова, 1963 року народження, освіта середня спеціальна, безпартійний | 25.05.2014   |                 |

Примітка: таблиця складена за даними сайту Верховної Ради України

### Депутати
За результатами місцевих виборів 2010 року депутатами ради стали:

#### За суб'єктами висування
| Суб'єкт висування | Кількість обраних депутатів | %   |
| ----------------- | --------------------------- | --- |
| Самовисування     | 15                          | 100 |

#### За округами
| № округу | Прізвище, ім'я, по батькові     | Дата визнання обраним | Освіта             | Партійна приналежність | Відомості про обраного депутата                      |
| -------- | ------------------------------- | --------------------- | ------------------ | ---------------------- | ---------------------------------------------------- |
| 1        | Костик Марія Романівна          | 31.10.2010            | середня спеціальна | позапартійна           | приватний підприємець                                |
| 2        | Кіцак Надія Євгенівна           | 31.10.2010            | вища               | позапартійна           | Мар'янівська сільська рада, секретар с/р             |
| 3        | Заводовський Михайло Степанович | 31.10.2010            | середня            | позапартійний          | ПТУ № 4, студент                                     |
| 4        | Рудий Ярослав Ярославович       | 31.10.2010            | середня спеціальна | позапартійний          | тимчасово не працює                                  |
| 5        | Кльоц Степан Михайлович         | 31.10.2010            | середня            | позапартійний          | Ф/Г «Кльоц-С», голова                                |
| 6        | Низик Марія Михайлівна          | 31.10.2010            | середня спеціальна | позапартійна           | тимчасово не працює                                  |
| 7        | Костик Олександр Ярославович    | 31.10.2010            | середня            | позапартійний          | приватний підприємець, перевізник                    |
| 8        | Борущак Любов Михайлівна        | 31.10.2010            | середня спеціальна | позапартійна           | Мар'янівська сільська рада, прибираль-ниця           |
| 9        | Варцаба Михайло Андрійович      | 31.10.2010            | середня спеціальна | позапартійний          | тимчасово не працює                                  |
| 10       | Багрій Наталія Богданівна       | 31.10.2010            | вища               | позапартійна           | Мар'янівська сільська рада, землевпо-рядник          |
| 11       | Васильцьо Володимир Ярославович | 31.10.2010            | вища               | позапартійний          | Мар'янівська загальноосвітня школа І-ІІ ст., вчитель |
| 12       | Ожанський Ігор Мирославович     | 31.10.2010            | середня            | позапартійний          | тимчасово не працює                                  |
| 13       | Симоненко Ольга Михайлівна      | 05.11.2012            | вища               | позапартійна           | Мар'янівська сільська рада, землевпорядник           |
| 14       | Новак Іван Мирославович         | 31.10.2010            | вища               | позапартійний          | Бережанський агротехнічний інститут, студент         |
| 15       | Йордан Ольга Михайлівна         | 31.10.2010            | середня спеціальна | позапартійна           | магазин с. Мар'янівка, продавець                     |